# Pycnomerus inexpectus
Pycnomerus inexpectus là một loài bọ cánh cứng trong họ Zopheridae. Loài này được Jaquelin du Val miêu tả khoa học năm 1859.